# カウト川
カウト川（カウトかわ、Cauto River または Río Cauto）は、キューバ南東部の川。キューバ国内で最長の川である。
マエストラ山脈に源を発して北西から西に流れ、マンサニージョの北でカリブ海のグアカナヤボ湾に注ぐ。全長は343 kmで、そのうち110 kmの区間は航行可能である。川の水は飲用できない。
サンティアーゴ・デ・クーバ州とグランマ州、そして川沿いにあるパルマ・ソリアノ、カウト・クリストやリオ・カウトの町を流れる。カウト川はキューバにある2つの航行可能河川のうちの1つである。 もう1つの川はサグア・ラ・グランデ川で、キューバで2番目に長い川であり、カウト川と同じく水は飲用できない。
河口の三角州一帯の湿地、マングローブとロウヤシ属の群落はホシメキシコインコ、ハシグロリュウキュウガモ、Anolis biramaなどの生息地であり、2002年にラムサール条約登録地となった。